# 煙霧章
煙霧章 （阿拉伯语：‎）是《古蘭經》第44章（蘇拉），共計59節（阿亞）。著名的中國《古蘭經》翻譯家馬堅將「煙霧」音譯為睹罕。

## 概要
本章節先是讚美真主的大能，然後談到真主如何地毀滅不信的民族，如同祂毀滅古埃及人一樣。43－46節提到火獄，51－57節則是真主向讀者描述天園的情狀，真主也承諾信者將得到天園配偶的獎賞。

## 外部連結
- （中文）煙霧章導讀 （页面存档备份，存于）
- （英文）（阿拉伯文）Altafsir.com （页面存档备份，存于）-煙霧章注釋